# Henry Coleman

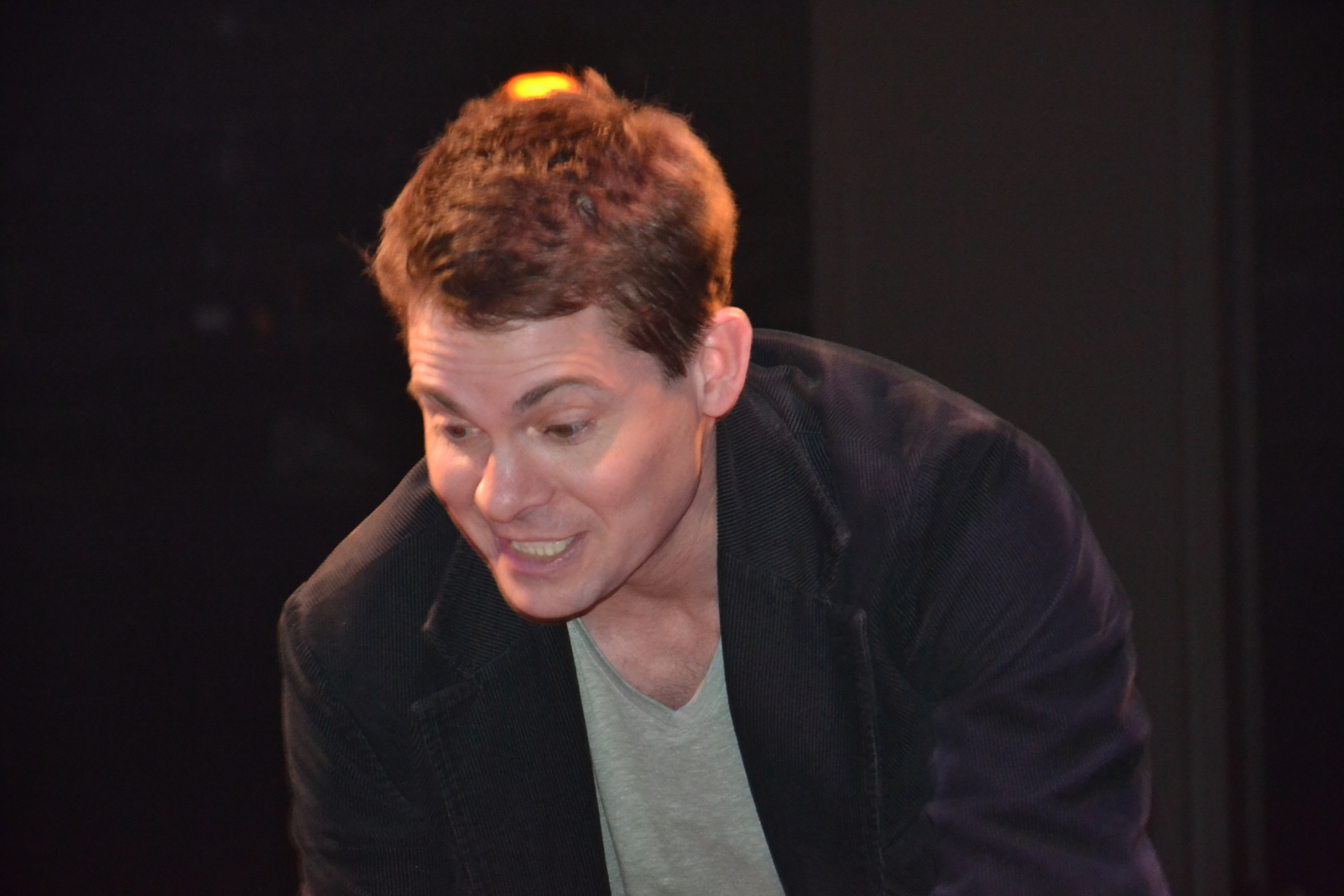
Henry bij het ATWT farewell event

Henry Coleman is een personage uit de Amerikaanse soap As the World Turns. Henry werd van 1999 tot het einde van de soap in 2010 gespeeld door Trent Dawson.

## Familie en relaties

### Ouders
- Audrey Coleman (moeder)
- James Stenbeck (vader)

### Broers en zussen
- Maddie Coleman
- Eve Coleman
- Bernadette Coleman
- Deirdre Coleman

### Huidige relatie
- Vienna Hyatt
- Barbara Ryan